# Vila Františka Hrouzka
Vila Františka Hrouzka je rodinný dům vybudovaný v roce 1932 v Hradební ulici v Hradci Králové pro právníka a vládního radu politické správy Františka Hrouzka.

## Popis
Autorem architektonického návrhu domu byl architekt Jan Rejchl a jeho projekt vznikl v roce 1931. Stavitelem budovy pak byl jeho bratr Václav Rejchl ml., který vilu v roce 1932 pro zadavatele JUDr. Františka Hrouzka vybudoval. Stavba je složena z několika kvádrových hmot. Asi nejvýraznější z nich je vysoký kvádr vystupující v průčelí ve formě rizalitu a obsahující schodiště. Dům je tvořen suterénem, dvěma nadzemními podlažími, která mají totožnou vnitřní dispozici, a podkrovím. Suterén vily byl navržen jako technické zázemí (zejména sklepy), nadzemní podlaží tvořily byty (centrální hala, obývací pokoj, kuchyně, jídelna, dvě ložnice, koupelna s toaletou, pokojík pro služku), v podkroví se pak nacházely dva samostatné pokoje s koupelnou. Současná fasáda v podstatě odpovídá původním plánům architekta, změna byla provedena pouze u velkého vertikálního okna na schodiště – to bylo dle původního projektu tvořeno luxferami. Změnou prošel i přilehlý chodník (zajímavostí je, že chodníky před svými domy museli na vlastní náklady zřídit všichni stavebníci v oblasti Orlického nábřeží), původní trojbarevná mozaika byla nahrazena asfaltem.